# دانشگاه زاخو
دانشگاه زاخو (عربی: جامعة زاخو) یک دانشگاه دولتی وابسته به دانشگاه دهوک است و زبان تحصیل در آن عربی است و حکومت اقلیم کردستان آن را سرپرستی می‌کند و در زاخو استان دهوک، کردستان عراق (شمال عراق) واقع است.

## تاریخچه
این دانشگاه بعنوان یک دانشگاه مستقل در ژوئیه ۲۰۱۰ پایه‌گذاری شد اما خشت اول آن در سال ۲۰۰۵ هنگامی که مسعود بارزانی رئیس إقلیم کردستان سنگ بنای دو دانشکده آموزش و تجارت را که سابقاً وابسته به دانشگاه دهوک بودند کار گذاشت و گفت: این بنیان دانشگاه زاخو است که بنیان گذاشته شد، و سپس دانشگاه زاخو با سه دانشگاه جدید دیگر با تصمیم پارلمان منطقه‌ای کردستان برای پاسخ به تقاضاهای فزاینده تحصیلات عالیه در منطقه ایجاد شد.

## دانشکده‌ها

### دانشکده علوم
هنگامی که محوطه جدید در زاخو تکمیل شد، دانشکده‌های تربیت معلم و تجارت، که وابسته به دانشگاه دهوک بودند، در ابتدای سال تحصیلی ۲۰۰۵/۲۰۰۶ به این دانشگاه منتقل شدند. پس از اینکه تأسیس دانشگاه زاخو بر اساس تصمیم نخست‌وزیری شماره ۱۶۷۰، در هشتم ژوئیه، ۲۰۱۰ اعلام شد، براساس تصمیم وزارت آموزش عالی شماره ۶۴۴ در تاریخ ۱۲ ژوئیه ۲۰۱۰، دانشکده‌های آموزش و پرورش و بازرگانی در دانشکده‌های علوم و علوم انسانی مجدداً سازماندهی شد.
دانشکده علوم دارای ۵ بخش است:
- زیست‌شناسی
- شیمی
- علوم فیزیک
- علوم کامپیوتر
- ریاضیات
- علوم محیطی، انتظار می‌رود در سپتامبر ۲۰۱۱ افتتاح شود.

مدت تحصیل در دانشکده برای دریافت فارغ‌التحصیلی با مدرک لیسانس در دانشکده علوم چهار سال تحصیلی است. دانشجویان پذیرفته شده در دانشکده آموزش عالی مدرک کارشناسی دریافت خواهند کرد. مدرک لیسانس در آموزش و پرورش. دانشکده دانشجویان مقطع کارشناسی ۹۸۲ دانشجو را ثبت می‌کند. دانشکده برنامه‌های فارغ‌التحصیل (فوق لیسانس و دکترا) را ارائه می‌دهد.
اعضای هیئت علمی از کادرهای بسیار متخصص و با تجربه برخوردار است که دانشجویان را با برنامه‌های با کیفیت بالا و با استفاده از تدریس مدرن و امکانات عملی برای برآورده ساختن نیازهای بازار آموزش می‌دهند. همچنین، دانشکده، به عنوان بخشی از برنامه ظرفیت سازی، کنفرانسها، کارگاه‌های آموزشی و دوره‌های آموزشی برای اعضای هیئت علمی و تکنیسین‌ها و همچنین معلمان مدرسه از سراسر کردستان فراهم می‌کند.

### دانشکده مهندسی
دانشکده مهندسی در تابستان سال ۲۰۱۳ تأسیس گردید. با توجه به افزایش تقاضا برای مهندسان نفت و تولید نفت در منطقه، دانشگاه زاخو رشته مهندسی نفت را بعنوان اولین بخش دانشکده مهندسی در سال ۲۰۱۳ راه اندازی کرد. در حقیقت، بخش‌های بیشتر در آینده راه اندازی خواهند شد. مدت تحصیل در دانشکده چهار سال تحصیلی است و دانشجویان تحصیلات عالی، لیسانس علوم دریافت می‌کنند. اعضای هیئت علمی دارای کادرهای بسیار کارآمد و با تجربه هستند که دانشجویان را با برنامه‌های با کیفیت بالا آموزش می‌دهند و از آموزش‌های مدرن و امکانات عملی برای برآورده ساختن نیازهای صنعتی استفاده می‌کنند. علاوه بر این، کالج ارتباطات قوی با صنعت و همکاری‌های علمی با دانشگاه‌های مختلف مانند دانشگاه لیدز، دانشگاه داربی، دانشگاه ناتینگهام و دانشگاه ایالت کلرادو و همچنین دانشگاه‌های محلی در منطقه ایجاد کرده‌است.
دانشکده مهندسی دارای دو بخش است:
- مهندسی نفت
- مهندسی مکانیک

### دانشکده علوم انسانی
دانشکده علوم انسانی شامل شش بخش است:
- زبان کردی
- انگلیسی
- عربی
- ترکی
- تاریخ
- مطالعات اسلامی

### دانشکده تربیت معلم
دانشکده تربیت معلم شامل سه مدرسه می‌شود:
- کالج تربیت بدنی
- مدرسه آموزش ابتدایی
- مدرسه روانشناسی عمومی